# 丁恭
丁恭（？年—？年），字子然，山陽東緡（今山東省金鄉縣東）人，東漢大儒。

## 生平
丁恭研習《公羊嚴氏春秋》。其學義精明，教授的學生經常有幾百人，州郡請召皆不應。
建武初，丁恭為諫議大夫、博士，被封關內侯。
建武二年（公元26年）正月庚辰（十七日），劉秀將所有的功臣封為侯爵。梁侯鄧禹、廣平侯吳漢都有四縣的封地。時任博士的丁恭議論說：「古代分封諸侯不過百里。樹幹強壯，樹枝弱小，方便將國家治理好。現在封四個縣，不合法制。」劉秀說：「古代亡國是因無道，沒有聽說過因功臣封地多而亡國者。」
建武十一年（公元35年），升任少府。門生遠方來者，有著錄的多達幾千人，當世稱丁恭為大儒。太常樓望、侍中承宮、長水校尉樊儵、左中郎將鍾興等人都是丁恭的學生。
建武二十年（公元44年），丁恭被任命為侍中祭酒、騎都尉，與侍中劉昆陪伴在劉秀左右，每有大事就諮訪他們。後在任內逝世
。

## 延伸阅读
[在维基数据编辑]
 《後漢書·卷79下》，出自范晔《後漢書》